# Pernolec
Pernolec je malá vesnice, část obce Částkov v okrese Tachov v Plzeňském kraji. Nachází se asi dva kilometry severně od Částkova. Prochází tudy železniční trať Domažlice – Planá u Mariánských Lázní a silnice II/198. Je zde evidováno 22 adres. V roce 2011 zde trvale žilo 62 obyvatel.
Pernolec je také název katastrálního území o rozloze 3,48 km².

## Historie
První písemná zmínka o vesnici pochází z roku 1251.

## Obyvatelstvo
| Rok            | 1869 | 1880 | 1890 | 1900 | 1910 | 1921 | 1930 | 1950 | 1961 | 1970 | 1980 | 1991 | 2001 | 2011 | 2021 |
| -------------- | ---- | ---- | ---- | ---- | ---- | ---- | ---- | ---- | ---- | ---- | ---- | ---- | ---- | ---- | ---- |
| Počet obyvatel | 183  | 164  | 164  | 161  | 189  | 204  | 172  | 101  | 79   | 55   | 34   | 33   | 48   | 62   | 59   |
| Počet domů     | 25   | 25   | 33   | 34   | 36   | 37   | 37   | 24   | 24   | 12   | 14   | 15   | 18   | 22   | 26   |

## Obecní správa
Při sčítání lidu v letech 1850–1963 Pernolec byl samostatnou obcí v okrese Tachov. V letech 1964–1980 byl částí obce Částkov v okrese Tachov. Od 1. července 1980 do 23. listopadu 1990 byl částí obce Staré Sedliště v okrese Tachov. Od 24. listopadu 1990 je opět částí obce Částkov v okrese Tachov.

## Pamětihodnosti
- Pernolecká sýpka z osmnáctého století stojí na místě starší tvrze ze čtrnáctého století. Z jejího opevnění se dochoval vodní příkop a val.[10][11]
- Kostel svaté Anny Samétřetí s kapličkami Křížové cesty

## Fotogalerie

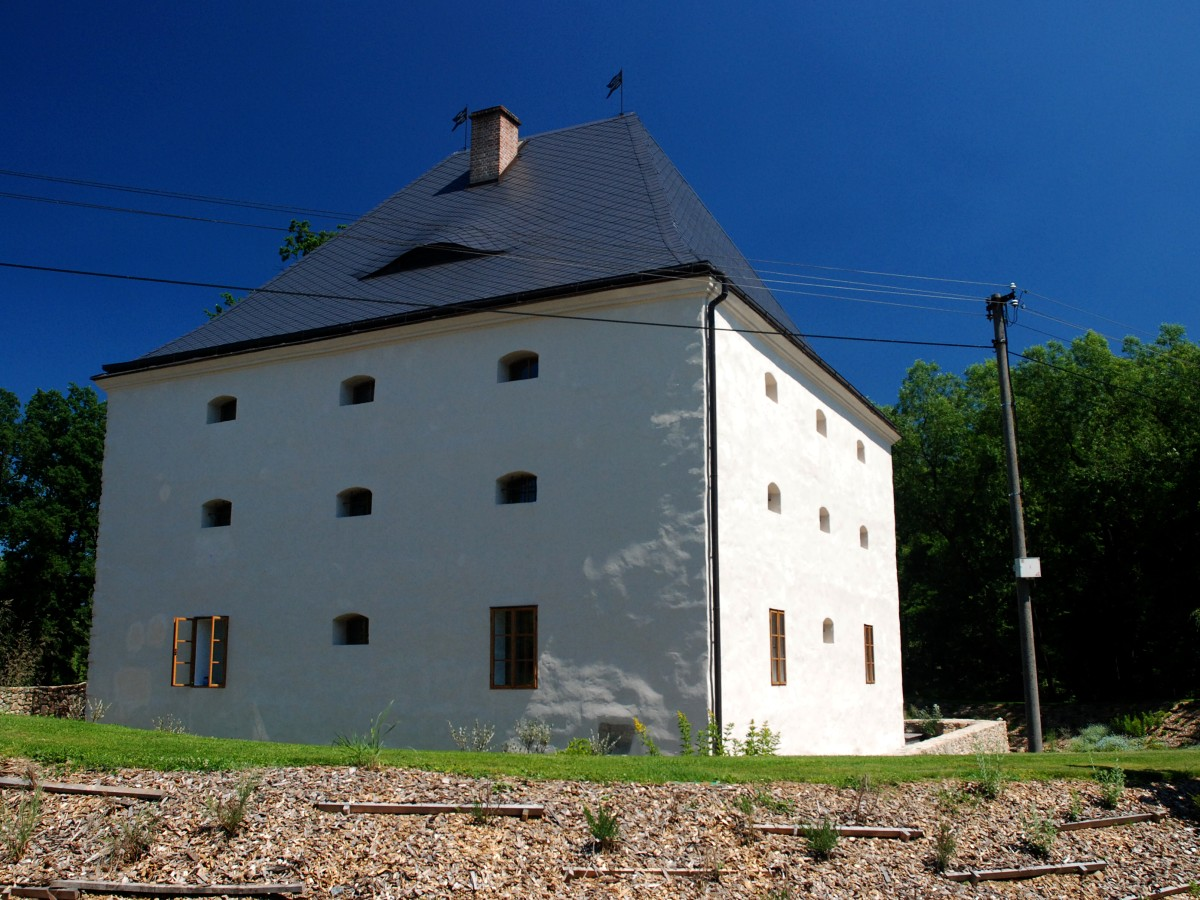
Sýpka na místě středověké tvrze
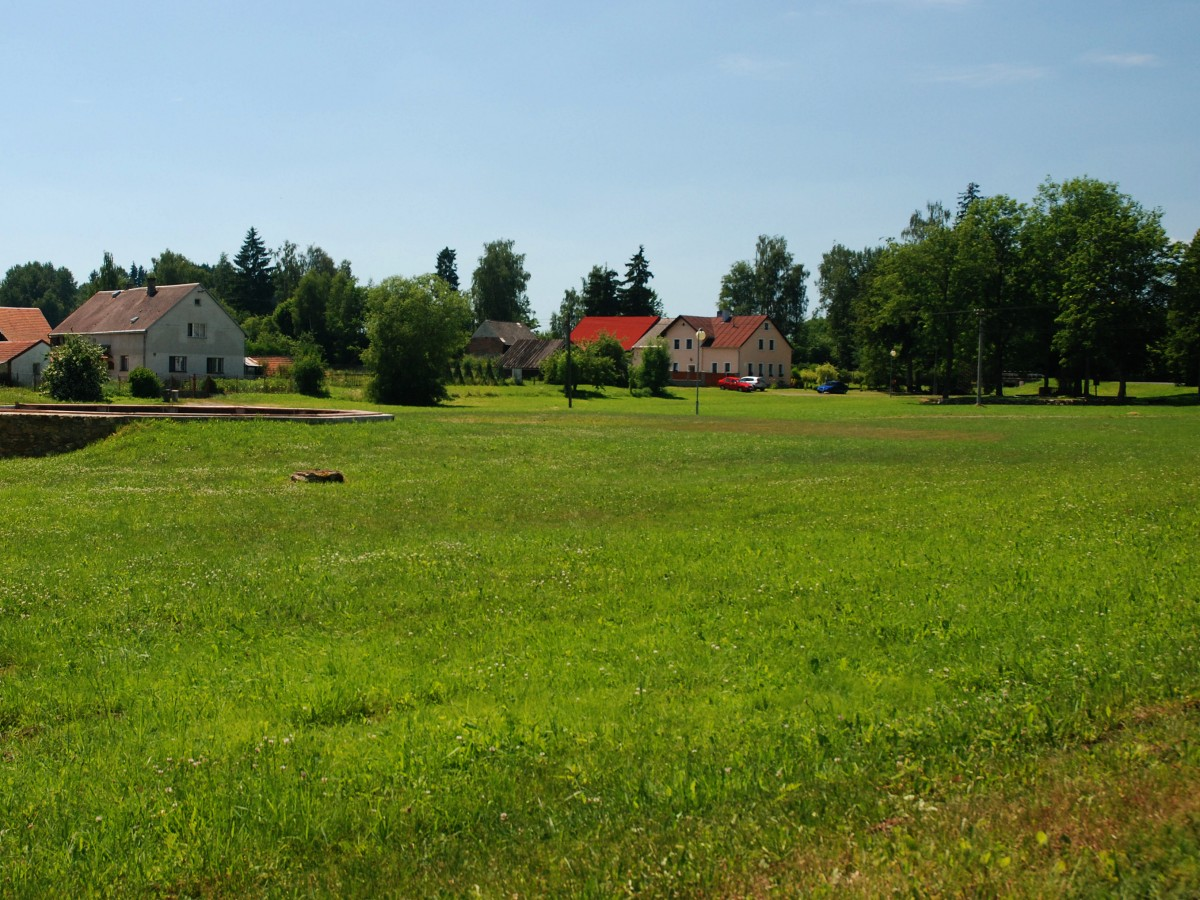
Celkový pohled na náves
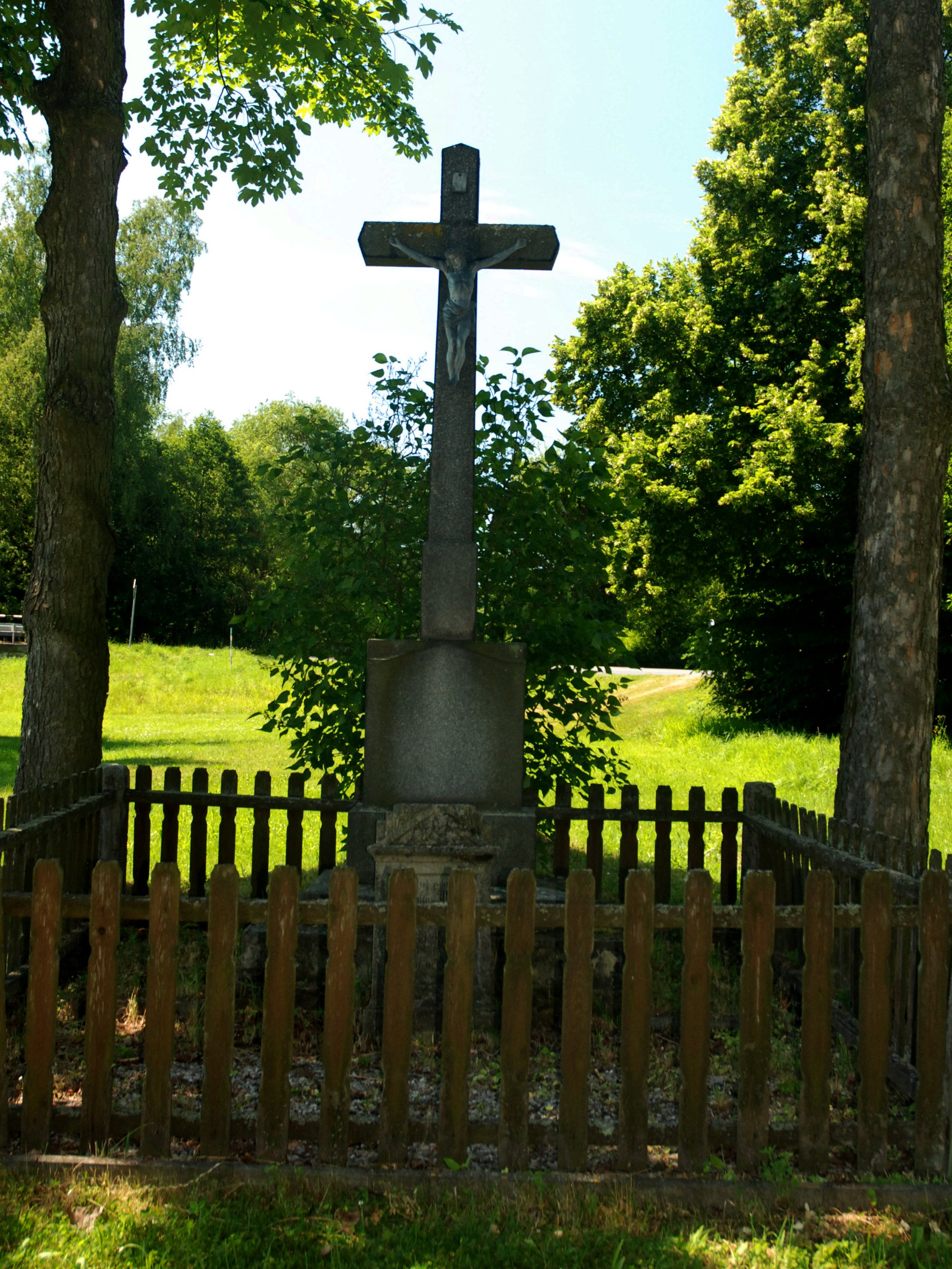
Křížek na návsi
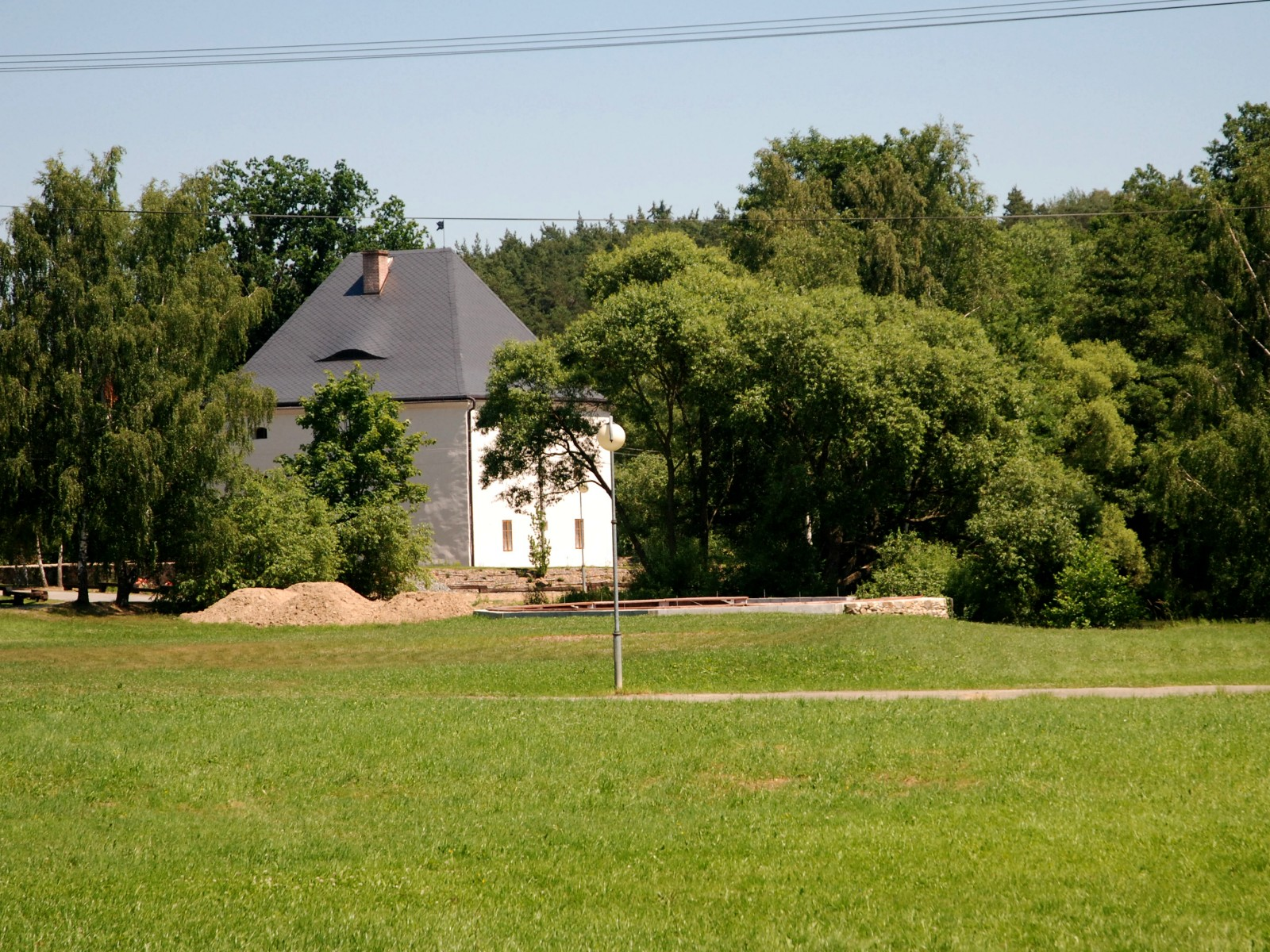
Náves